# ويليام نورتن مونرو
ويليام نورتن مونرو (بالإنجليزية: William Norton Monroe)‏ هو سياسي أمريكي، ولد في 1841.